# شهرستان باتلر (نبراسکا)
شهرستان باتلر، نبراسکا (به انگلیسی: Butler County, Nebraska) یک سکونتگاه مسکونی در ایالات متحده آمریکا است که در نبراسکا واقع شده‌است.

## خصوصیات
شهرستان باتلر ۱٬۵۳۰٫۶۹ کیلومترمربع مساحت دارد.